# De Havilland DH.100 Vampire
Де Хэвилленд DH.100 «Вампир» (англ. de Havilland DH.100 Vampire) — британский реактивный истребитель. Совершил первый полёт 20 сентября 1943 года. Стал вторым реактивным самолётом Королевских ВВС, состоял на вооружении в 1945—1955 гг.
Производился более чем в двадцати модификациях. Произведено около 4400 машин (в том числе 3269 — в Великобритании). «Вампир» экспортировался примерно в 30 стран мира.

## Конструкция
Построен по двухбалочной схеме.

## Тактико-технические характеристики
Приведённые данные соответствуют модификации FB.Mk.5.

### Технические характеристики
- Экипаж: 1 человек
- Длина: 9,37 м
- Размах крыла: 11,6 м
- Высота: 1,88 м
- Площадь крыла: 24,3 м²
- Масса пустого: 3300 кг
- Масса максимальная взлётная: 5618 кг
- Двигатель: де Хэвиленд «Гоблин» 2 (1×13,8 кН)

### Лётные характеристики
- Максимальная скорость у земли: 860 км/ч
- Дальность полёта: 1755 км
- Практический потолок: 12 000 м

### Вооружение
- Пушки: 4×20 мм «Испано» Mk.V
- НАР 8×76 мм или
- бомбы 2×455 кг

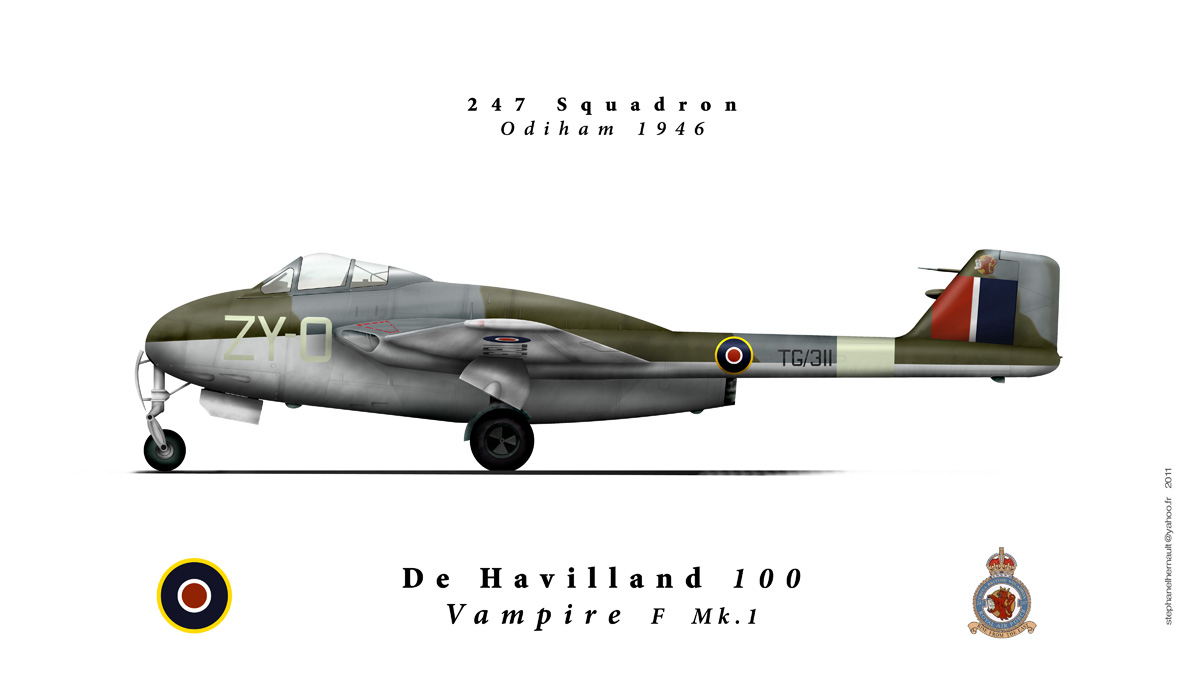
Vampire Mk1
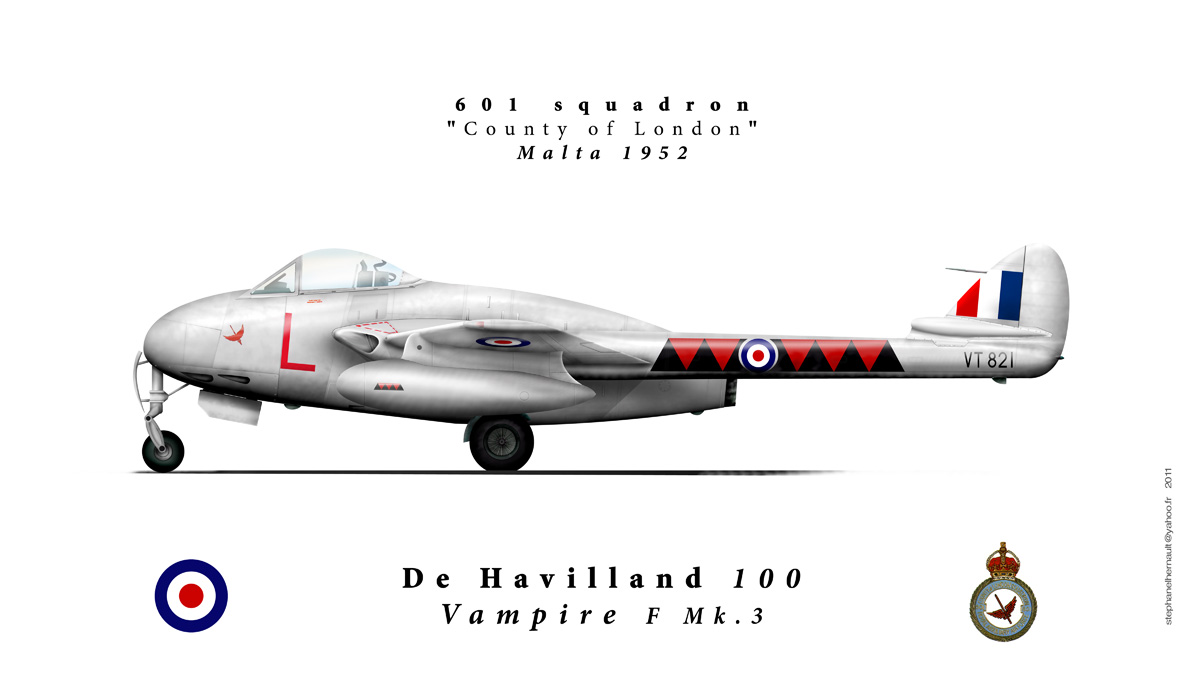
Vampire Mk3
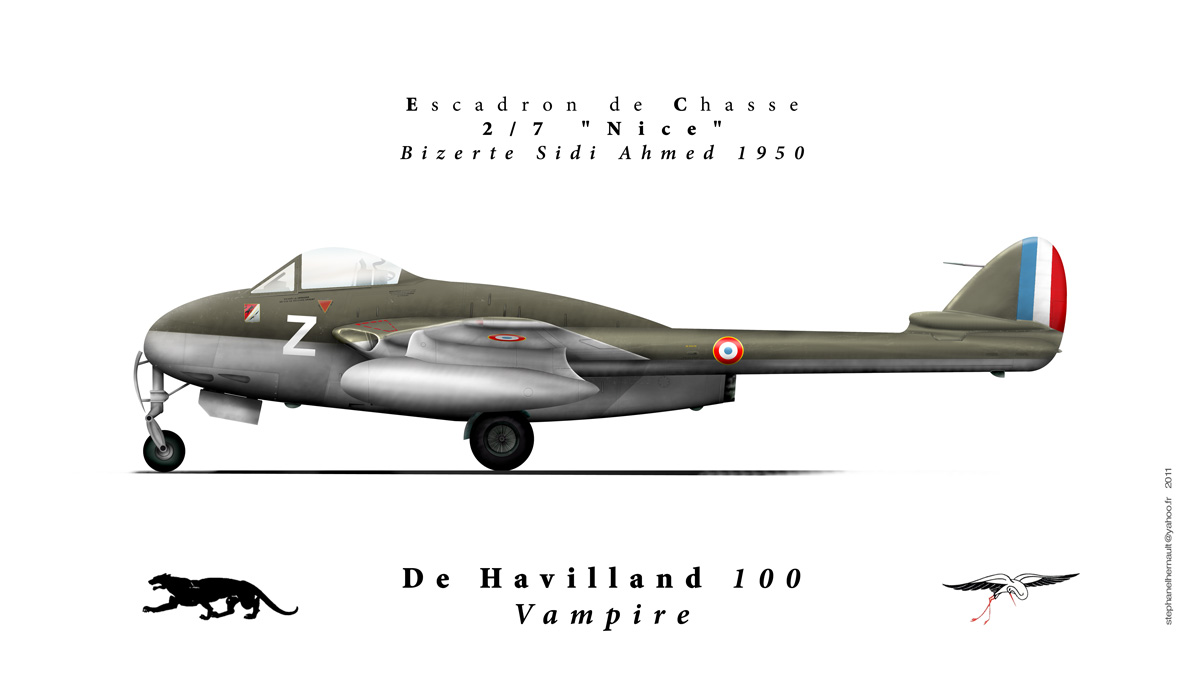
Vampire Mk5
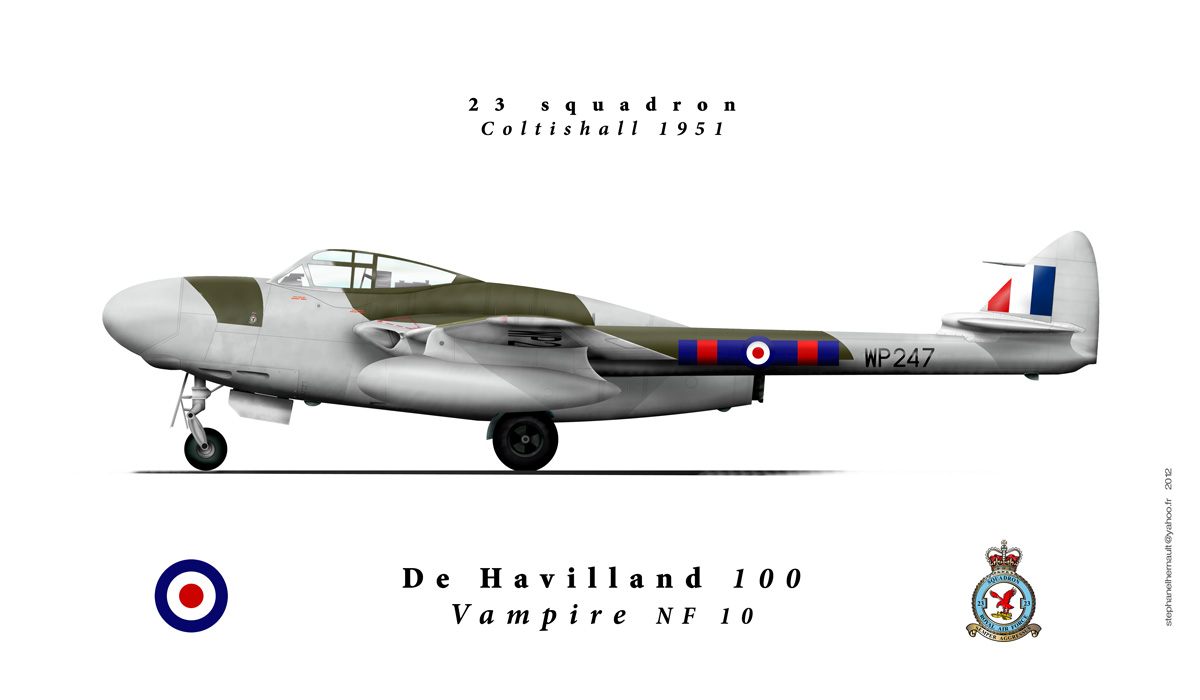
Vampire NF10
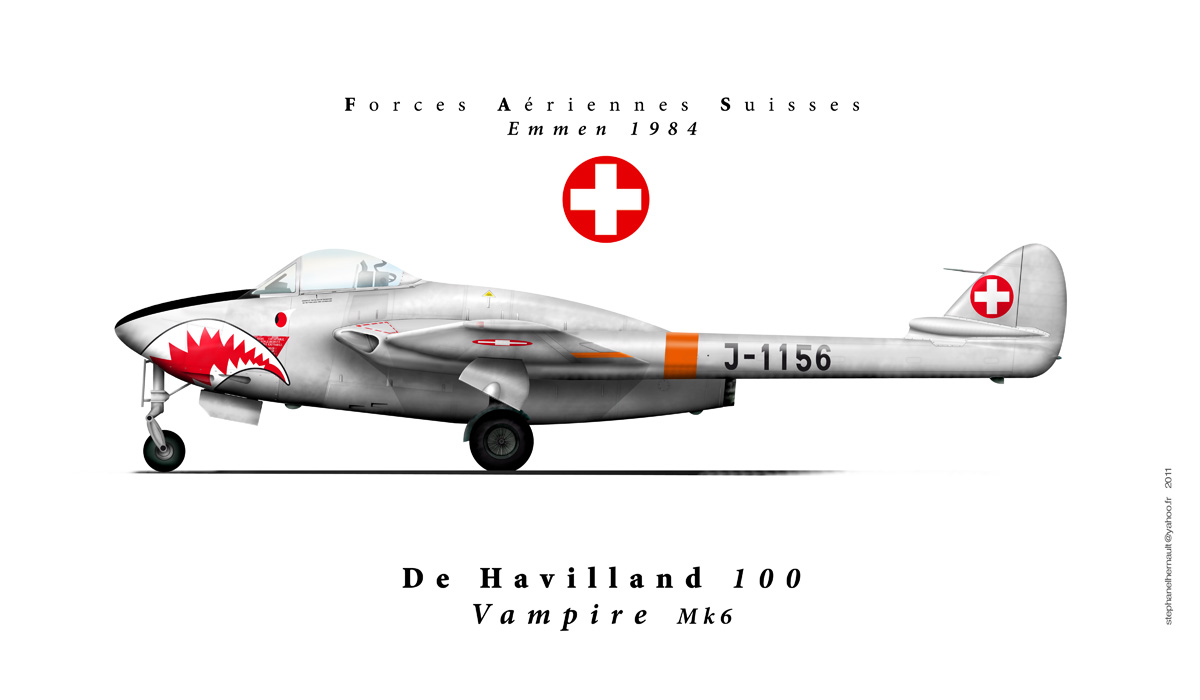
Vampire Mk6
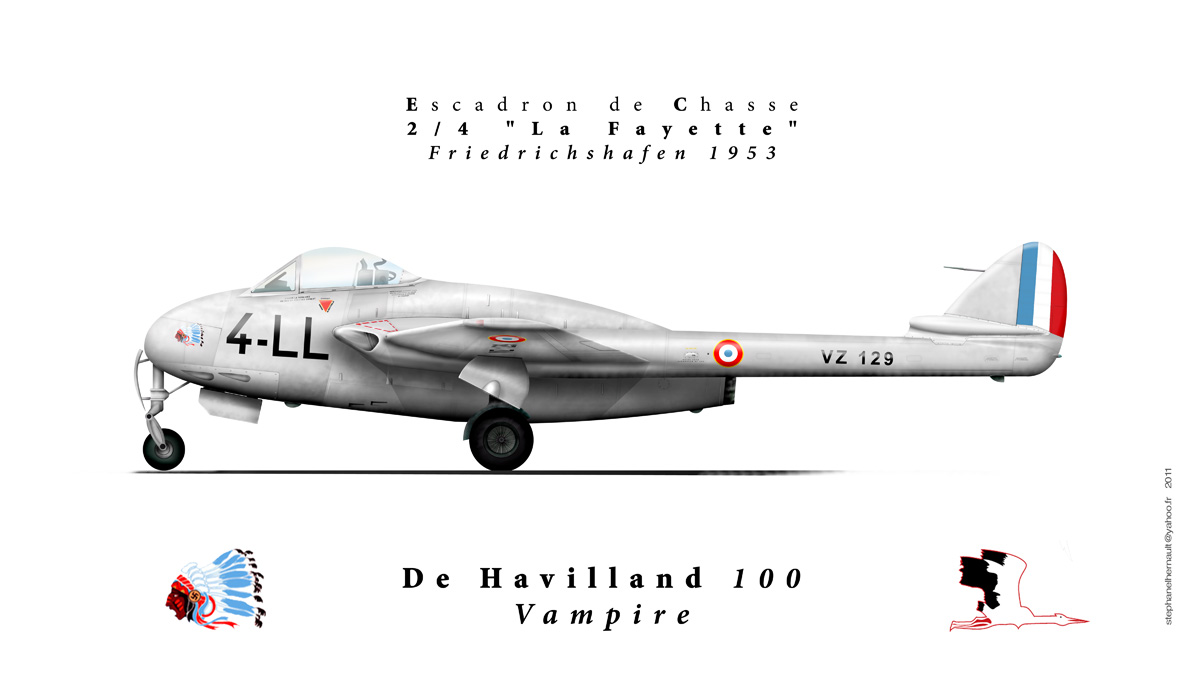
Vampire Mk5
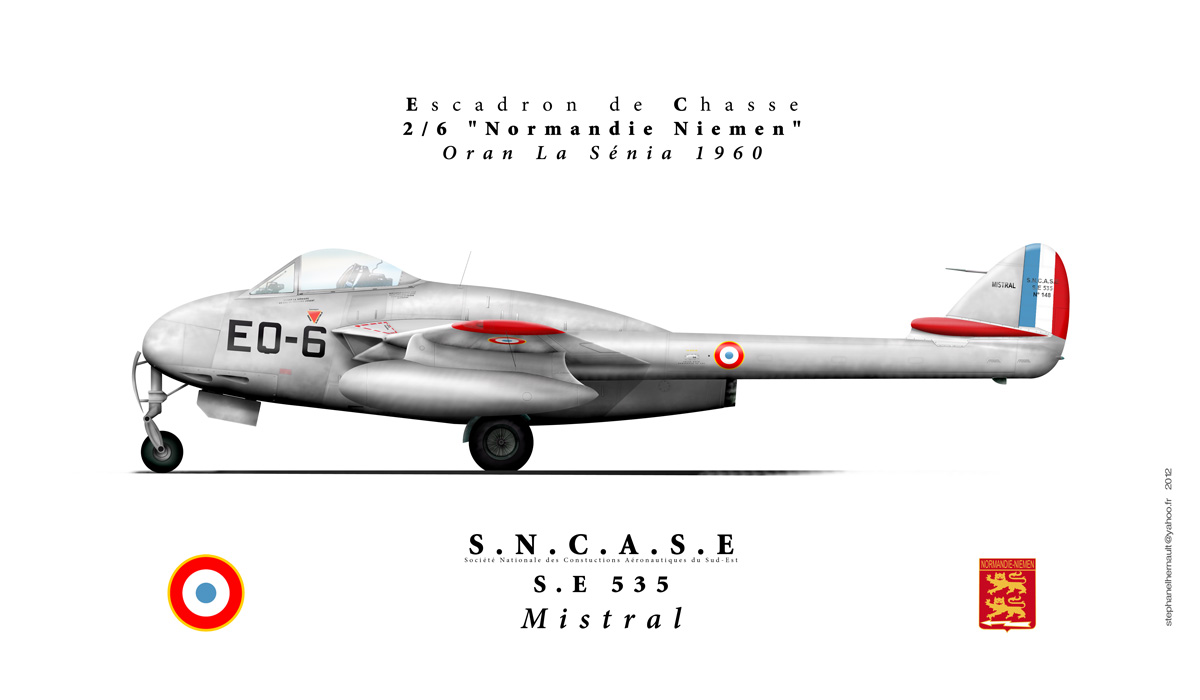
SNCASE Mistral
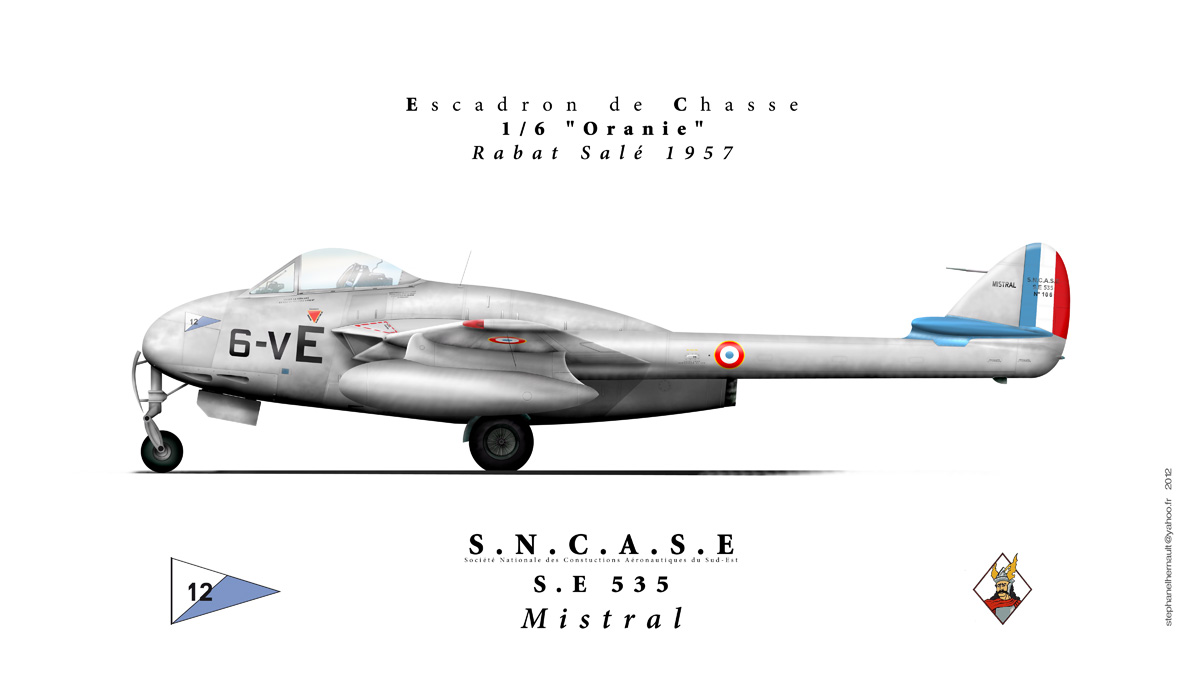
SNCASE Mistral

## Боевое применение

### Суэцкий кризис
Истребители «Вампир» принимали участие в боевых действиях во время Суэцкого кризиса осенью 1956 года. В ходе боевых действий было уничтожено 34 таких самолёта.

### Конголезский кризис
29 декабря 1962 боевые самолёты J-29 миротворческой миссии Организации Объединённых Наций ONUC нанесли удар по военно-воздушным силам Катанги на аэродроме в Колвези. В результате удара было уничтожено в том числе два реактивных истребителя «Вампир».

## Страны-эксплуатанты

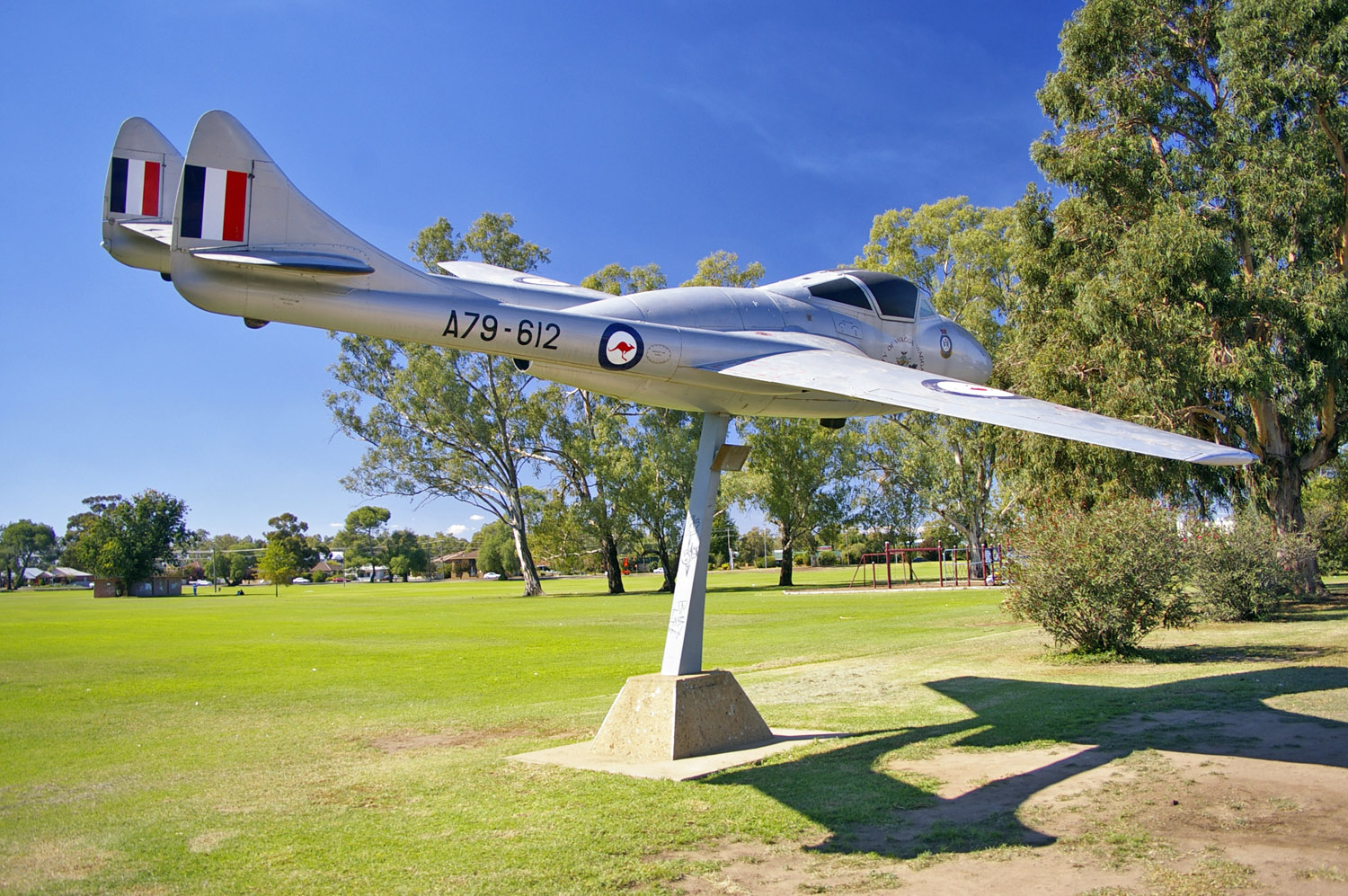
Австралийский de Havilland Vampire T.35 (A79-612), Уогга-Уогга, Новый Южный Уэльс

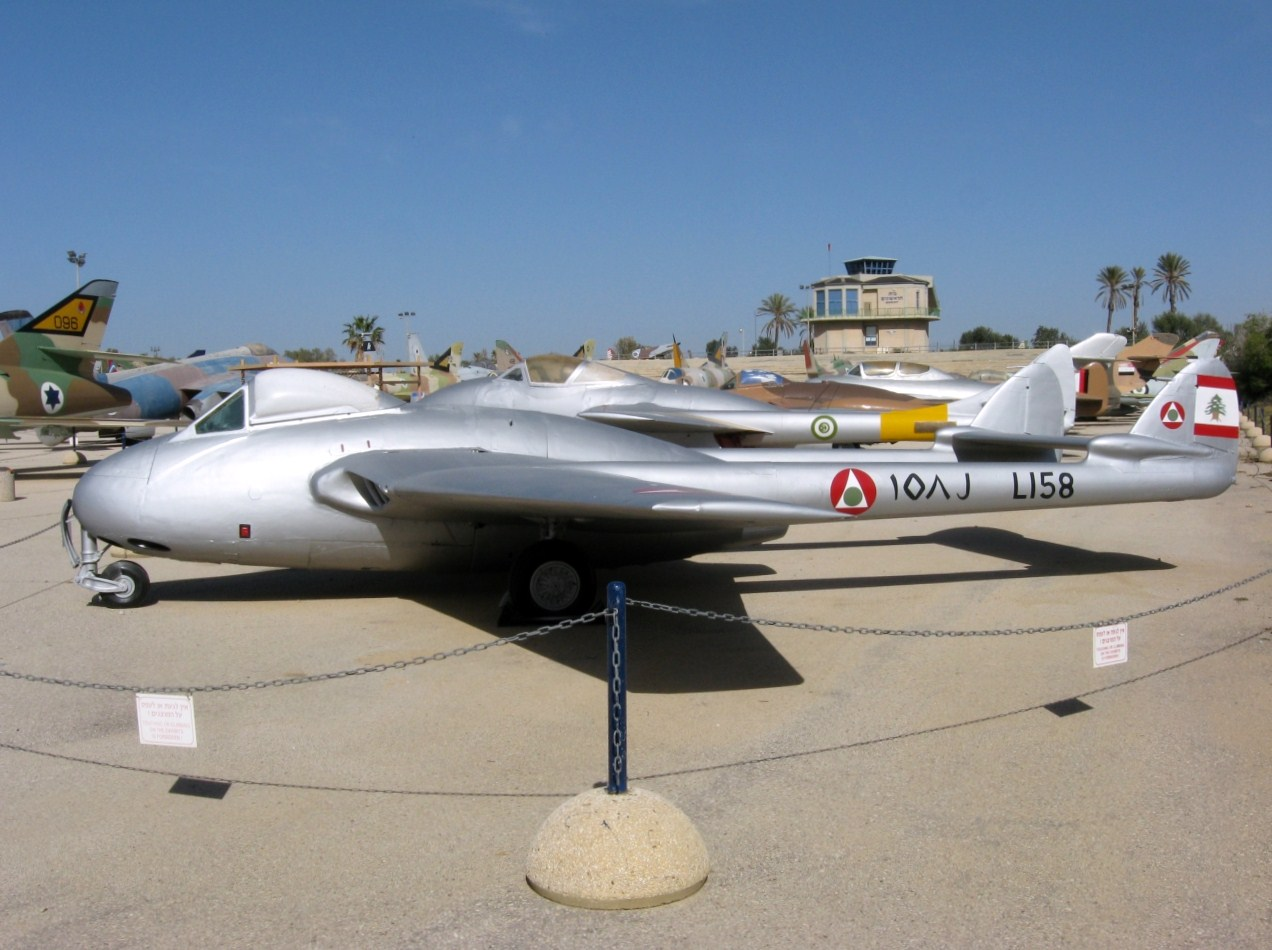
Самолёт с опознавательными знаками Ливана в экспозиции израильского музея Хацерим

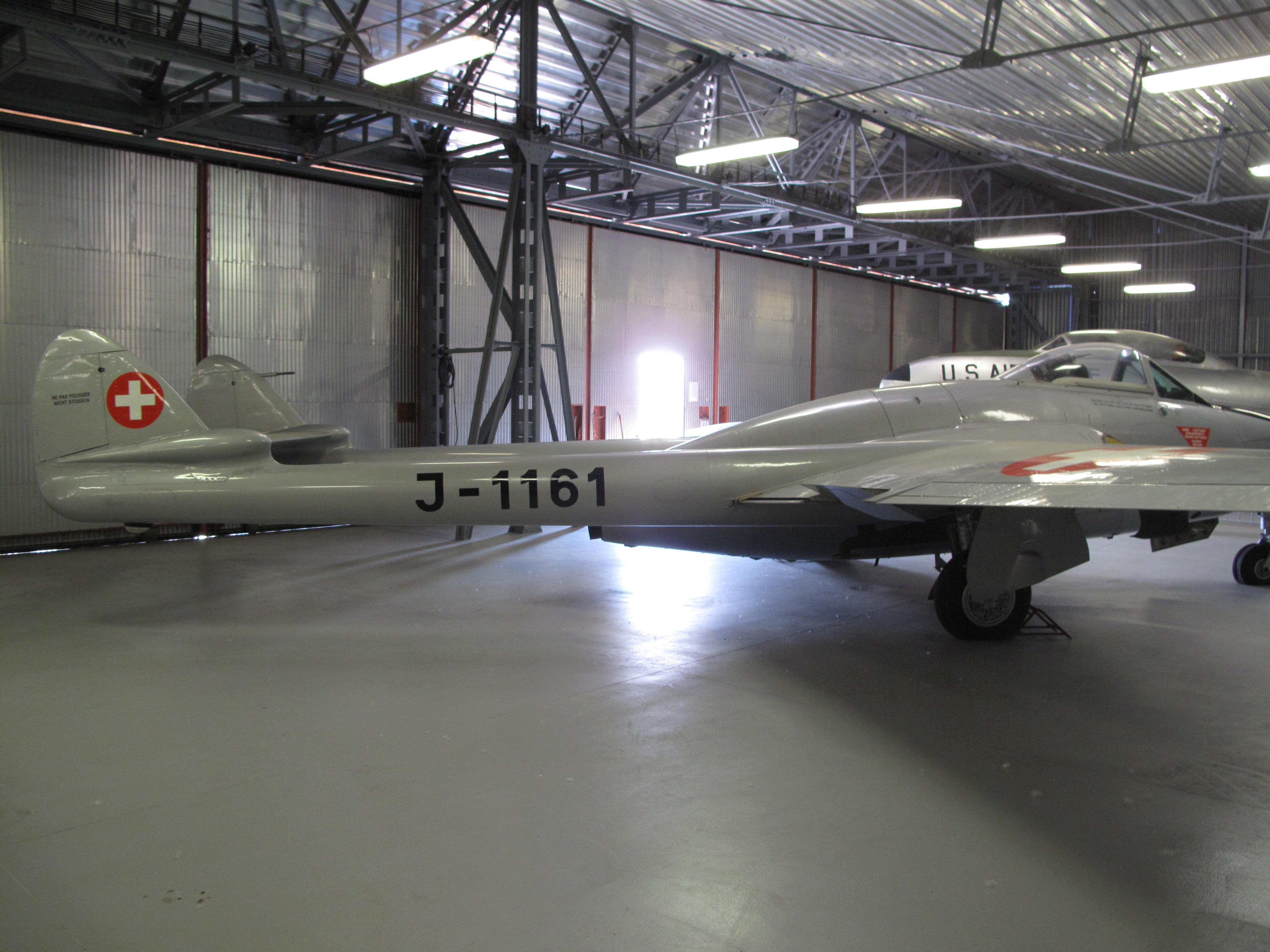
"Вампир" ВВС Швейцарии в авиамузее Кбелы

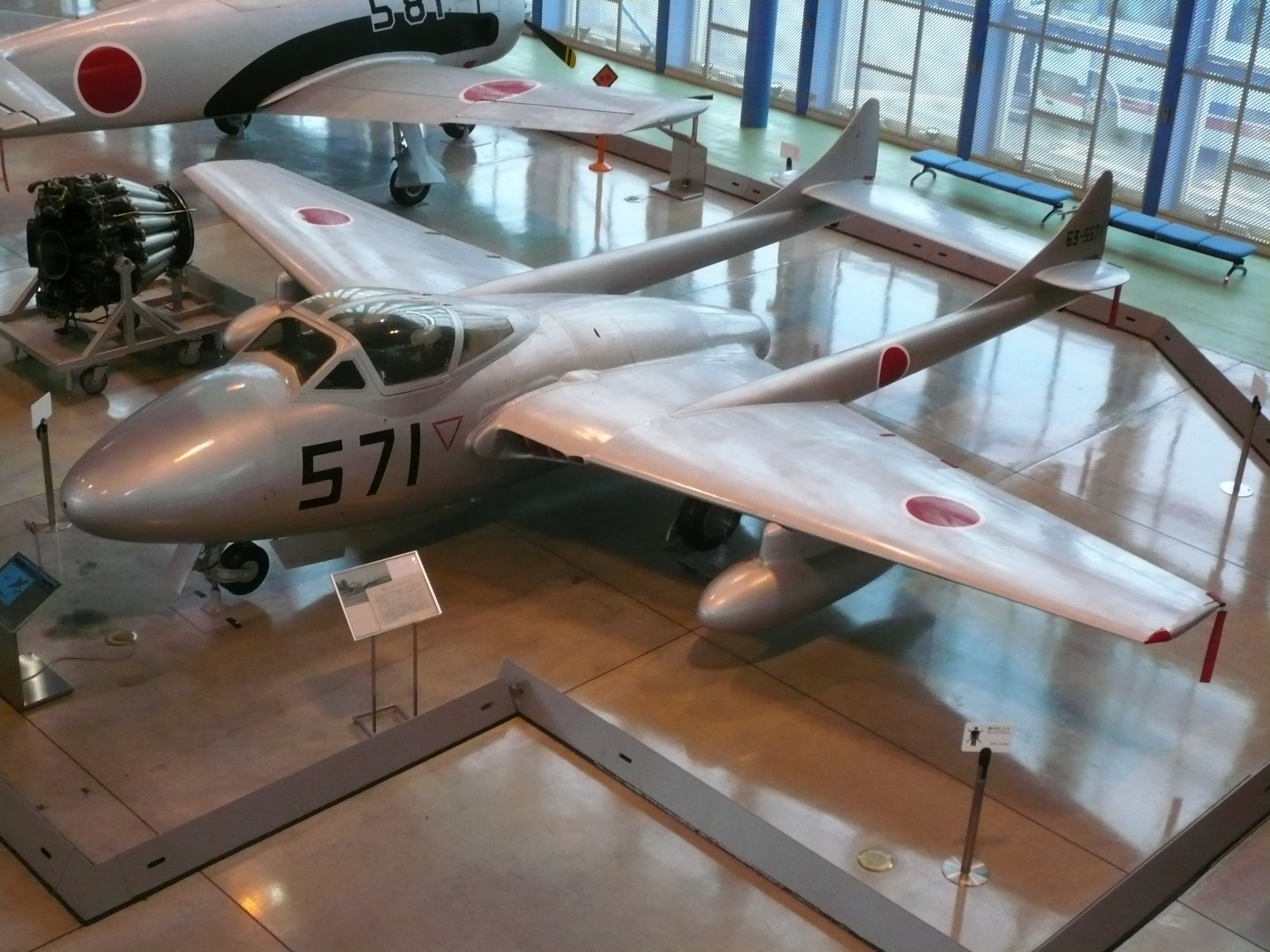
T.55 Сил самообороны на авиабазе Хамамацу

Великобритания
- Королевские ВВС[4]: эскадрильи №№[5] 3, 4, 5, 6, 8, 11, 14, 16, 20, 23, 25, 26, 28, 32, 45, 54, 60, 67, 71, 72, 73, 93, 94, 98, 112, 118, 130, 145, 151, 185, 213, 234, 247, 249, 266, 501, 502, 595, 601, 602, 603, 604, 605, 607, 608, 609, 612, 613, 614, 631. Учебные курсы 202, 203, 206, 208, 210. Отряды переподготовки 226, 229, 233. Авиашколы 1, 3, 4, 5, 7, 8, 9, 10, 11. Школы переподготовки 102 и 103. Центральная авиашкола, Колледж КВВС, Центральные школы управления и штурманская.
- ВВС Флота (Fleet Air Arm)

 Канада
- Королевские канадские ВВС[4]: эскадрильи 421 и 442.

 Австралия
- Королевские ВВС Австралии[6][7]^ эскадрильи №№ 21, 22, 23, 25, 75, 76; 1-я авиашкола, 2-й и 5-й учебные отряды, Центральная авиашкола
- авиация ВМС (Fleet Air Arm): эскадрильи 723 и 724.

 Новая Зеландия
- Королевские ВВС Новой Зеландии[4][8]: эскадрильи 14 и 75

 Южно-Африканская Республика
- Военно-воздушные силы Южно-Африканской Республики[4]

 Доминион Цейлон
- Королевские ВВС Цейлона[4]: в 1954 году поступили 3 T.55, не применялись, вернулись производителю в фабричной упаковке, заказ на остальные T.55 и FB.52 отменён.[9]

 Австрия
- ВВС Австрии[4]

 Союз Бирма
- авиация Союза Бирма[4]: 8 x T.55, 1954-1978 гг[10].

 Венесуэла
- ВВС Венесуэлы[4]

 Доминиканская Республика
- ВВС Доминиканской Республики[4]: 25 F.1 и 17 FB.50 (все бывшие шведские)

 Египет
- Королевские ВВС Египта[4]

 Зимбабве
 Индия
- ВВС Индии[4]

 Индонезия
- ВВС Индонезии[4]: 6 T.11.

 Иордания
- Королевские ВВС Иордании - nicknamed Abu Tiki (roughly, "Daddy of all whistles") due to noise.[4]

 Королевство Ирак
- Королевские ВВС Ирака[4]: 12 истребителей FB.52 и 10 учебных T.55 получены в 1953-55 гг, приписаны к 5-й эскадрилье.[11]. Минимум 1 T.55 в 1964 году передан Сомали[12].

 Ирландия
- Воздушный корпус Ирландии[4]: учебные варианты T.55 приняты на вооружение 30 июня 1956 года[13].

 Италия
- ВВС Италии:: 268 самолётов применялись с 1949 по 1960 годы[4][14].

 Катанга
- ВВС Катанги: 2 бывших португальских T.11 (?или T.55).[15]

 Куба
- военно-воздушные силы Кубы — во второй половине 1950х годов четыре списанных из ВВС Канады самолёта через посредника купило правительство Ф. Батисты (они были доставлены на Кубу через Мехико и использовались против повстанцев Ф. Кастро)[16]

 Ливан
- ВВС Ливана[4]

 Мексика
- ВВС Мексики [4]: списаны в 1970 году. Из-за формы и цвета имели прозвище Aguacate ("авокадо").

 Норвегия
- | Королевские ВВС Норвегии[4]: эскадрильи 336, 337, 339; учебное авиакрыло.

 Португалия
- ВВС Португалии[4]: 2 учебных T.55 trainers.[17]

 Родезия
- ВВС Родезии[4]: 2-я эскадрилья (FB.9 и T.55)[18]

 Саудовская Аравия
- Королевские ВВС Саудовской Аравии[4]

 Сирия
- ВВС Сирии[4]

 Сомали
- ВВС Сомали: 1 T.55 в 1964 году получен от Ирака[12].

 Финляндия
- ВВС Финляндии[4]

 Франция
- ВВС Франции[4]
- Авиация ВМС Франции

 Чили
- ВВС Чили[4]

 Швейцария
- ВВС Швейцарии[4]

 Швеция
- ВВС Швеции[4]: 70 F.1 (местное обозначение J 28A); 310 FB.50 (J 28B) и 57 T.55 (J 28C).

 Япония
- Воздушные силы самообороны Японии в 1955 году получен для испытаний 1 учебный T.55[4][19].